# Thủy xương bồ
Thủy xương bồ hay bồ bồ (danh pháp hai phần: Acorus calamus, đồng nghĩa Acorus verus Houtt) là một loài thực vật có hoa trong họ Xương bồ. Loài này được L. miêu tả khoa học đầu tiên năm 1753.

## Phân bố
Sinh trưởng tại vùng đầm lầy, rìa ao hồ, những vùng nước lặng, cũng được gieo trồng; ở độ cao dưới 2.800 m. Có ở nhiều nơi tại Trung Quốc, Afghanistan, Bangladesh, Bhutan, Ấn Độ, Indonesia, Nhật Bản, Triều Tiên, Malaysia (Sarawak), Mông Cổ, Nepal, Pakistan, Nga (Viễn Đông, Siberi), Sri Lanka, Thái Lan, Việt Nam; Tây Nam Á, châu Âu (trừ Nam Âu), Bắc Mỹ.

## Sử dụng
Lá Thủy xương bồ chứa đến 20% tinh bột, thêm 1,5-3,5% tinh dầu, bao gồm cả Asarone và Eugenol.
Thủy xương bồ là một loại cây thuốc cổ truyền của y học châu Á. Các dân tộc bản địa Bắc Mỹ cũng sử dụng Thủy xương bồ để tắm, xông, phun thuốc và pha thức uống và làm gia vị.
Thân rễ Thủy xương bồ (Rhizoma Calami) được sử dụng, được thu hoạch vào tháng 9 và tháng 10. Thân rễ được sử dụng (chủ yếu tạo vị đắng) trong y học và trong sản xuất nước hoa và rượu mùi. Thủy xương bồ được coi là tăng lực và ngon miệng. Tinh dầu Thủy xương bồ cũng có chứa trong thức uống Coca-Cola. Nhai rễ có thể tạo cảm giác hưng phấn và ở liều cao hơn có thể tạo ra ảo giác nhẹ, mà được cho là vì có chứa chất Asarone.

## Hình ảnh

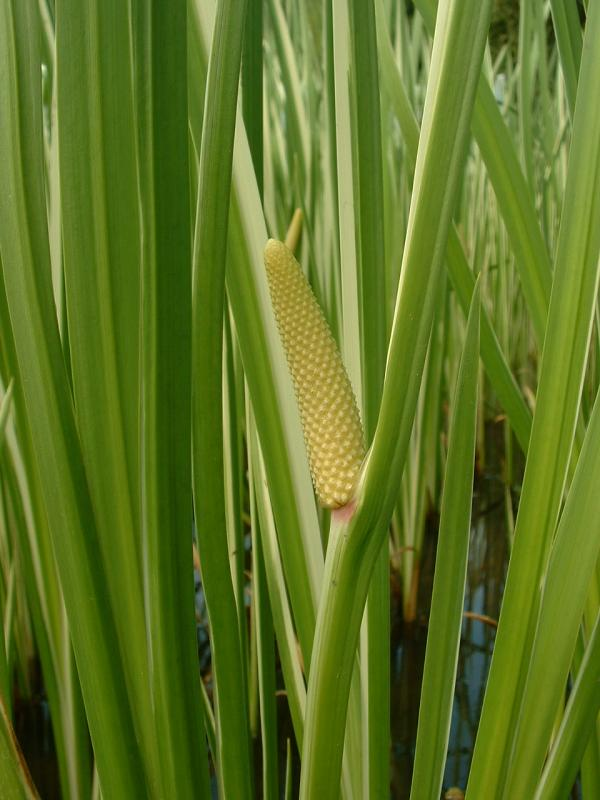
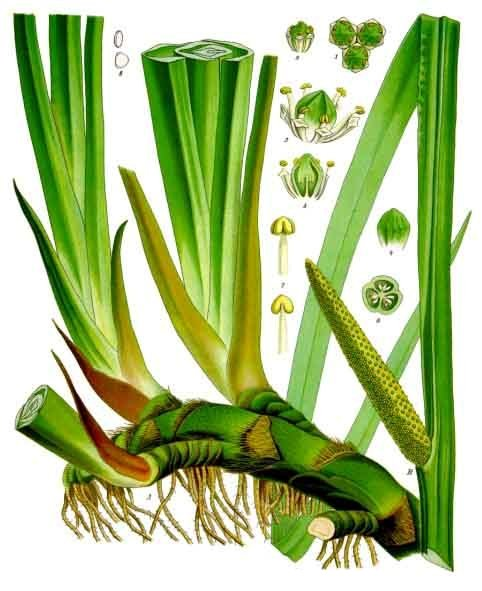
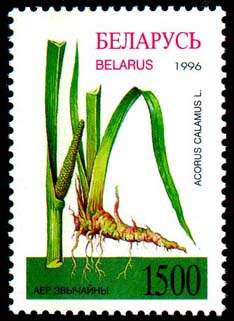
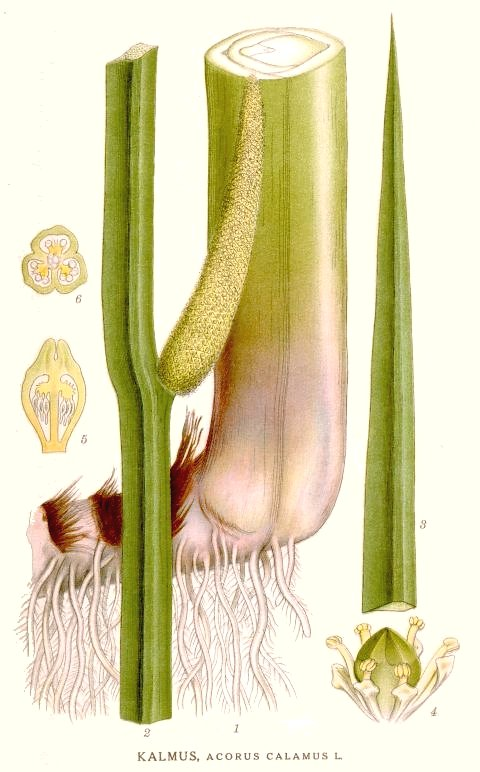
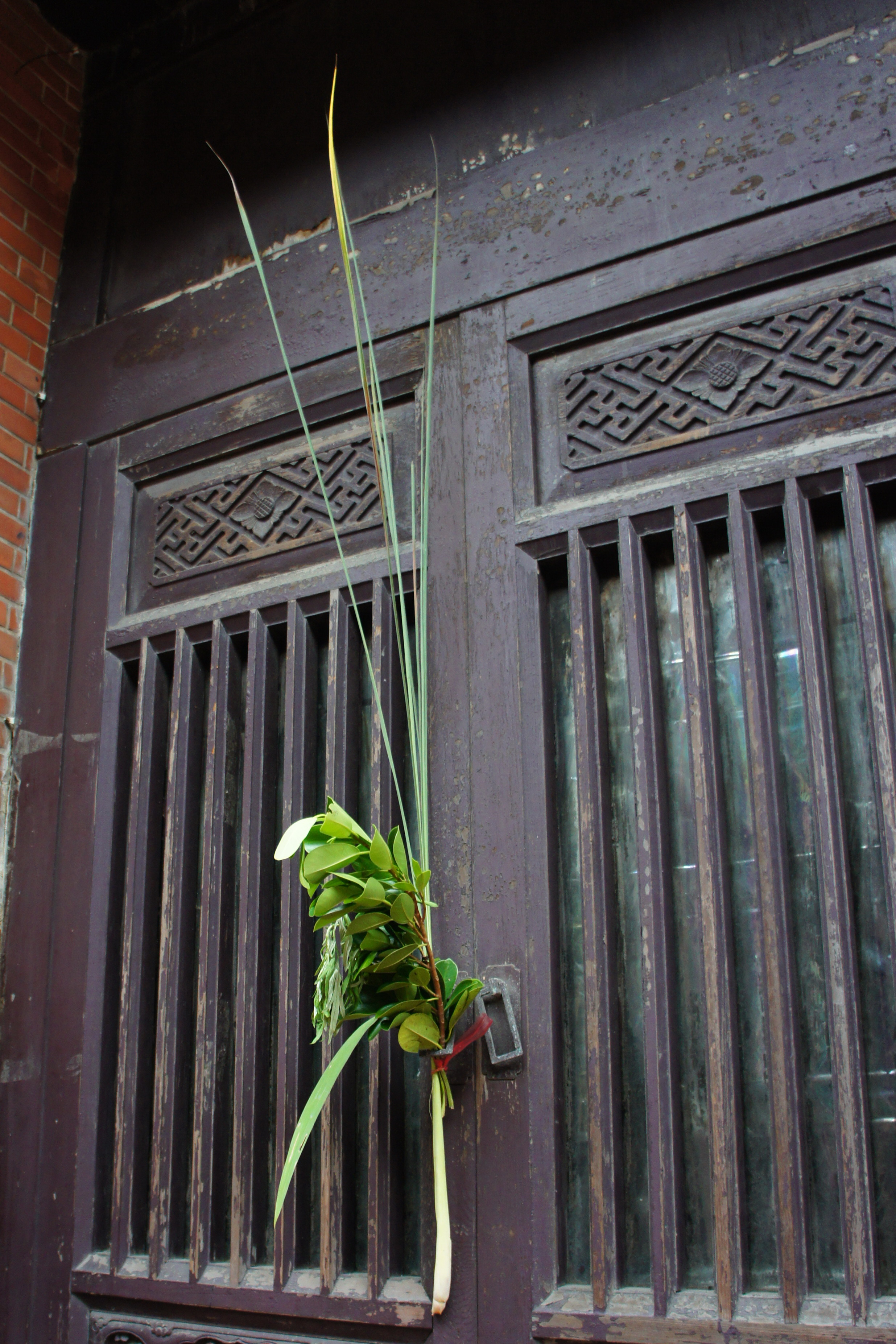
Thủy xương bồ, là một loại thảo dược được sử dụng trong ngày tết Đoan Ngọ tại Trung Quốc, hoặc treo trước cửa nhà, quấn trong lá đa, để xua đuổi tà ma